# Ctenotus olympicus
Ctenotus olympicus là một loài thằn lằn trong họ Scincidae. Loài này được Hutchinson & Donellan miêu tả khoa học đầu tiên năm 1999.